# Scopelogadus beanii
Scopelogadus beanii is een straalvinnige vissensoort uit de familie van grootschubvissen (Melamphaidae). De wetenschappelijke naam van de soort is voor het eerst geldig gepubliceerd in 1887 door Günther.